# Kaafu
Kaafu Atoll är en administrativ atoll i Maldiverna. Den ligger i den centrala delen av landet. Den består av fyra geografiska atoller,
Kaashidhoo, Gaafaru, Norra Maléatollen utom huvudstaden Malé med kringliggande öar samt Södra Maléatollen. Antalet invånare vid folkräkningen 2014 var 14 092. Den administrativa centralorten är Thulusdhoo.
Den består av 102 öar, varav nio är bebodda: Dhiffushi, Gaafaru, Gulhi, Guraidhoo, Himmafushi, Huraa, Kaashidhoo, Maafushi och Thulusdhoo. Dessutom finns turistanläggningar på ett stort antal öar, bland annat Bodu Hithi, Helengili, Ihuru, Kagi och Vabbinfaru, som officiellt räknas som obebodda. På ön Dhoonidhoo utanför Malé finns ett fängelse.